# Belleroche
Belleroche là một xã trong tỉnh Loire miền trung nước Pháp.